# Mongoloraphidia medvedevi
Mongoloraphidia medvedevi is een insect uit de orde kameelhalsvliegen en de familie Raphidiidae. Er is nog geen Nederlandse naam voor deze soort, die voorkomt in Oezbekistan.
Mongoloraphidia medvedevi werd voor het eerst wetenschappelijk beschreven door U. Aspöck & H. Aspöck in 1990. De soort wordt tot het ondergeslacht Alatauoraphidia gerekend. 